# KDE Input Output
KIO (KDE Input Output) fa parte dell'architettura di KDE. Fornisce accesso uniforme a file system locale, siti web e altre risorse attraverso un'unica API. Le applicazioni scritte utilizzando KIO possono lavorare su file salvati su server remoti esattamente come se fossero sul computer locale, in maniera trasparente per l'utente e indipendentemente dal protocollo.
L'infrastruttura KIO fornisce una libreria per le applicazioni che si occupa di tenere traccia dei protocolli utilizzabili, e di avviare se necessario il programma appropriato — detto KIOSlave o ioslave — per la gestione del protocollo di comunicazione richiesto.
L'applicazione che sfrutta l'infrastruttura KIO non deve far altro che specificare un URI che specifichi il protocollo da usare; se questo è disponibile, l'operazione di I/O avrà luogo, e la libreria KIO codifica e decodifica automaticamente i dati e invia notifiche usando i segnali di sistema di Qt.
La pagina Protocolli del programma KInfoCenter mostra l'elenco dei protocolli disponibili sul computer.